# Permakultura

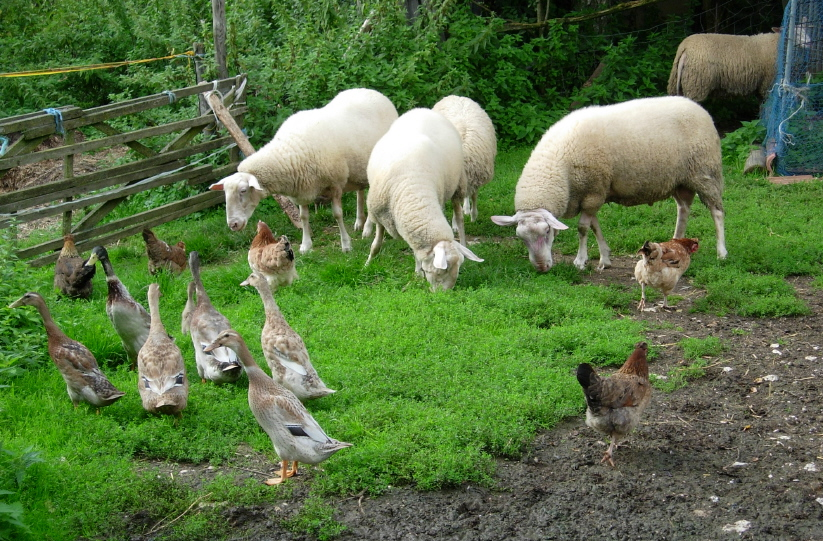
Permakultura, Německo

Permakultura (z angl. permaculture) je koncepce přístupu k zemědělství, přírodě a životnímu prostředí obecně usilující o trvalou udržitelnost nebo ještě lépe o regeneraci přírodních zdrojů.

## Etymologie
Název je složenina anglických slov permanent a agriculture, kde „permanentnost (trvalost)“ reprezentuje trvalou udržitelnost a „zemědělství“ značí přístup k půdě nebo přírodě obecně. Při ještě větším zobecnění lze permakulturu brát jako kulturu (v duchovnějším slova smyslu filosofii), která od jedince vyžaduje změnu myšlení v jeho vztahu k prostředí. V některých zdrojích je permakultura definována jako ekologické zemědělství. Tato definice je chybná, neboť permakultura má mnohem širší pojetí.

## Historie
Permakultura vešla do povědomí publikací knihy Permaculture I Billa Mollisona a Davida Holmgrena v Austrálii v roce 1978. Podnětem k jejímu vzniku bylo (tamní i všeobecné) zhoršující se životní prostředí. Tato kniha definovala stav trvalé udržitelnosti v přirozených ekosystémech; popsala též stav lidské společnosti a znaky její neudržitelnosti z dlouhodobější perspektivy. Oba tyto stavy byly detailně Mollisonem popsány. Holmgrenovi je zase z větší míry připisována analýza trvale udržitelných ekosystémů, tedy tím, čím se projevuje a jaké zákonitosti v nich platí. Tyto zákonitosti a pravidla (částečně se překrývající s některými pravidly systémové dynamiky) jsou natolik obecné, že je lze aplikovat i na některé dosud trvale neudržitelné systémy od malých a omezených území jako park až po celou lidskou společnost. Oba se tato pravidla pokoušeli aplikovat a zejména Holmgren se na jejich uvádění do praxe stal uznávaným odborníkem.
Mollison a Holmgren nebyli jediní, kdo cítil potřebu vymanit se ze způsobu života ve stylu 70. let, který neměl žádné ekologické cítění a ohledy k životnímu prostředí. I další jednotlivci a později i sdružení lidí na mnoha místech světa si uvědomovali vážnost situace a začali sami vytvářet podobné závěry. Vydání Permaculture I byl však ten zásadní podnět k tomu, aby se k filozofii permakultury přidali a začali tvořit permakulturní projekty. Ty mohou čítat oblasti přirozeného životního prostředí, na něž jsou aplikovány principy trvalé udržitelnosti, nebo i (rodové, pozemkové) osady, do nichž jsou zapojeni i stoupenci permakultury.

## Principy permakulturního designu
Podle Permakultury I Davida Holmgrena:
1. Pozoruj a jednej (Krása je v očích pozorovatele)
2. Zachycuj a uchovávej energii (Kuj železo, dokud je žhavé)
3. Získávej výnos (S prázdným žaludkem se špatně pracuje)
4. Usměrňuj sebe sama a přijímej zpětnou vazbu (Hříchy otců se projevují na dětech do sedmé generace)
5. Využívej obnovitelných zdrojů a služeb a važ si jich (Příroda sama ví, co dělá)
6. Nevytvářej odpad (Kdo šetří má za tři. Jedna včasná záplata ušetří devět dalších)
7. Navrhuj od vzorů k detailům (Pro stromy nevidět les)
8. Dej přednost začleňování před oddělováním (Více rukou, méně práce)
9. Využívej malých a pomalých řešení (Čím jsou větší, tím tvrději dopadají. Pomalí a vytrvalí vyhrávají)
10. Využívej rozmanitosti a važ si jí (Neukládej všechna vejce do jednoho košíku)
11. Využívej krajů a važ si okrajových systémů (Nemysli si, že jsi na správné cestě jen proto, že je dobře vyšlapaná)
12. Využívej změnu tvořivě a tvořivě na ni reaguj (Vize není o tom, jaké jsou věci nyní, ale jaké budou)

## Obvyklé metody

### Agrolesnictví
V agrolesnictví se využívá výhod kombinace stromů, jedlých keřů a hospodářské zvěře a jejich vzájemného působení. Používají se jak zemědělské, tak lesnické technologie, což má mít za následek produktivnější, prospěšnější, zdravější a udržitelnější systémy využití půdy. Agrolesnické systémy spočívají v záměrném využití stromů a keřů v rámci zemědělství, či případně ve využití jiných lesních produktů než dřeva (např. hub, lesních plodů, apod.).
Lesní zahradničení je mezi permakulturisty obzvlášť oblíbenou formou agrolesnictví. Mnozí z nich jsou zastánci lesních zahrad (jinak řečeno jedlých lesů), mezi jinými např. Graham Bell, Patrick Whitefield, Dave Jacke, Eric Toensmeier a Geoff Lawton.

### Vyvýšené záhony
Vyvýšené záhony se tvoří zahrabáním většího množství dřeva do záhonu, což zvyšuje schopnost půdy zadržovat vodu. Při rozkladném procesu pod zemí se porézní struktura dřeva chová jako houba. Za deštivých období může větší množství zahrabaného dřeva absorbovat tolik vody, že to vystačí i na období sucha. Tuto techniku používají permakulturisté Sepp Holzer, Toby Hemenway a Masanobu Fukuoka. Vyvýšené záhony tvoří také na svém hospodářství Sepp Holzer. Sepp Holzer ve svých publikacích znázorňuje tvorbu vyvýšených záhonů za pomoci mechanizace.

### Přírodní stavitelství
Pod přírodní stavitelství spadá celá škála stavebních systémů a použitých materiálů, přičemž všechny spojuje důraz na trvalou udržitelnost. Té se přírodní stavitelství snaží dosáhnout zaměřením na trvanlivost a využití obnovitelných zdrojů, či zdrojů, kterých je dostatek a které se musí jen minimálně dále upravovat, přičemž ať už se jedná o recyklované či obnovitelné zdroje, vždy jsou brány v potaz zdravé podmínky pro život a kvalitní ovzduší interiéru.
Přírodní stavitelství vychází z potřeby snížit dopad budov a jiných podpěrných systémů na životní prostředí, aniž by bylo nutné se vzdát pohodlí, zdravého prostředí nebo estetických kvalit. V přírodním stavitelství se z důvodu trvalé udržitelnosti používá hojně dostupný, obnovitelný, opětovně použitelný či recyklovaný materiál. Důraz je kromě využití přírodního materiálu kladen také na architektonický design. Orientace budovy, využití místních klimatických a geografických podmínek, důraz na přirozenou větratelnost – to vše zásadně snižuje provozní náklady a pozitivně ovlivňuje prostředí. Je běžné, že se stavitelé snaží minimalizovat ekologickou stopu stavby, která je také často realizována svépomocí. V přírodním stavitelství se mnohdy využívají lokální energetické zdroje, systémy pro zachycení dešťové vody a alternativní čističky odpadních vod.

### Využití dešťové vody
Využitím dešťové vody rozumíme shromažďování a uskladnění dešťové vody pro další použití předtím, než se dostane ke zvodni. Taková voda se může využít jako pitná voda, jako voda pro hospodářská zvířata, zavlažování apod. Sběr dešťové vody na střechách domů a jiných budov může významně přispět k dostupnosti pitné vody. Může zvýšit hladinu vody v půdním podloží a zlepšit podmínky pro městskou zeleň. V případě, že se voda shromažďuje na povrchu země, často na místech k tomu speciálně uzpůsobených, jedná se o shromažďování tzv. bouřkové vody.
Tzv. šedá voda je odpadní voda, která vzniká při domácích činnostech, jako je praní, mytí nádobí či sprchování, a která může být recyklována přímo na místě například pro účely zavlažování a umělého budování mokřadů. Šedá voda obvykle neobsahuje žádné škodlivé látky, není však pitná. Šedá voda není totéž co tzv. černá voda, což je označení pro odpadní vodu, která obsahuje fekálie. Černá voda je riziková, může přispět k rozšiřování infekcí a střevních parazitů.

### Plošné mulčování
V zemědělství a zahradnictví se mulč používá pro ochranné zakrytí půdy. Jako mulč může sloužit jakýkoli materiál jednotlivě i v kombinaci s dalšími (kameny, listí, karton, dřevěná štěpka, štěrk, apod.), v permakultuře má však přednost materiál organický, neboť ten plní více funkcí (lépe se díky němu vsakuje dešťová voda, snižuje se její odpařování, poskytuje živiny, zvyšuje podíl organické složky v půdě, živí a vytváří útočiště pro půdní organismy, zamezuje růstu plevele a klíčení jeho semen, zmírňuje denní teplotní výkyvy, chrání proti mrazu a snižuje erozi). Plošné mulčování je zemědělská technika nevyžadující rytí, která se snaží napodobovat pokrytí lesní půdy listím. Pokud je plošné mulčování provedeno správně a v kombinaci s dalšími permakulturními principy, napomáhá k vytvoření zdravých a výnosných ekosystémů, které nevyžadují složitou údržbu.
Plošný mulč slouží jako „výživová banka“, která uskladňuje živiny obsažené v organické hmotě a pomalu je přirozeným rozkladem uvolňuje pro využití rostlinami. Ke zkvalitnění půdy přispívá i tím, že je jednak velice lákavý pro žížaly, stínky a další půdní mikroorganismy, kterým poskytuje potravu, a jednak dodává půdě humus. Žížaly půdu provzdušňují a jejich výměšky patří k těm nejlepším hnojivům a zlepšovačům půdy. Plošného mulčování se dá využít i k omezení či odstranění nežádoucího plevele, neboť mulč zabraňuje přístupu slunečního světla, které je pro růst plevele nezbytné – tato metoda je mnohdy úspěšnější než použití herbicidů.

### Řízená intenzivní rotační pastva
Mnoho špatných věcí, které se dějí na úkor životního prostředí, bylo dlouhá léta kladeno za vinu spásání trávy zvířaty. Ukázalo se ale, že pokud je spásání řízeno podle vzorů z přírody, může se jeho prostřednictvím dosáhnout výsledků opačných, tedy kladných. Při tzv. jednotkovém spásání, jinak řečeno řízené intenzivní rotační pastvě (ŘIRP), se stáda (příp. hejna) přežvýkavců i nepřežvýkavců pravidelně a systematicky přesouvají na čerstvou pastvinu za účelem zvýšení kvality a množství krmného porostu. Po zvířecím zásahu je dané území ponecháno v klidu a porost může znovu narůst. ŘIRP může být prováděna skotem, ovcemi, kozami, prasaty, slepicemi, králíky, husami, krocany, kachnami a dalšími zvířaty – záleží pouze na tom, které přírodní společenství je našim vzorem. Sepp Holzer a Joel Salatin ukázali, že zvířaty způsobený zásah do přírody může být podnětem pro zahájení sukcese nebo může připravit půdu pro výsadbu. Holistický přístup Allana Savoryho je přirovnáván k „permakulturnímu přístupu ke správě pastvin.“ Jednou z variant ŘIRP, která poslední dobou nabývá na oblíbenosti, je ekopastevectví. Často se jím regulují invazní rostliny či obnovují původní druhy. Primárním cílem ekopastevectví je přínos životnímu prostředí, přičemž spásající zvířata mohou, ale nemusí být využita také pro maso, mléko či přírodní vlákno (vlna).

### Zónování pozemku
Zónování pozemku je způsob, kterým se zakládá permakultura na nových pozemcích. Nový pozemek musí být rozdělen do pěti zón. Pro každou permakulturní zónu[nedostupný zdroj] platí jiná specifika. Nejbližší okolí domu tvoří nejčastěji navštěvovaná zóna (bylinná zahrada, zeleninová zahrada), dále se nacházejí ustájení pro zvířata, jedlý sad a pastviny. Úplně nejdál od domu se nachází také divočina, kde se do vývoje krajiny nijak nezasahuje.

### Audiovizuální dokumenty
- (anglicky)The Power of Community: How Cuba Survived Peak Oil, video, režie Faith Morgan, délka 41:25
- (anglicky)Introduction to Perma Culture design[nedostupný zdroj], video, mluví Geoff Lawton, Flashtoonz Films, 2009